# Govert Huijser
Govert Lambertus Johan Huijser (Soerabaja, 6 februari 1931 – Roosendaal, 5 januari 2014) was een Nederlandse generaal van de Koninklijke Landmacht. Van 1983 tot 1988 was hij Chef-Defensiestaf. In zijn jeugd heeft hij in twee kampen te Nederlands-Indië gezeten.

## Loopbaan
Govert Huijser begon zijn militaire loopbaan in 1949 aan de Koninklijke Militaire Academie (KMA), waarna hij drie jaar later werd beëdigd tot tweede-luitenant der Infanterie. Als luitenant-kolonel was hij commandant van het 48e Pantserinfanteriebataljon en in de rang van brigadegeneraal was hij commandant van de 13e pantserinfanteriebrigade. Als generaal-majoor was hij commandant van de 1e divisie 7 December, tot hij in 1980 bevorderd werd tot luitenant-generaal en benoemd werd tot commandant van het 1e Legerkorps. In 1983 werd hij viersterrengeneraal en chef-Defensiestaf. In december 1988 droeg hij deze functie over aan generaal Peter Graaff en ging die datum ook met functioneel leeftijdsontslag. Daarna vervulde hij enkele bestuursfuncties, zoals voorzitter van de Pensioen- en Uitkeringsraaden van de Stichting Dienstverlening Veteranen, de voorloper van het Veteraneninstituut. Op 5 januari 2014 overleed hij te Roosendaal.
In 1986 werd generaal Huijser benoemd tot adjudant in buitengewone dienst van H.M de Koningin.

## Onderscheidingen en overige decoraties
Grootofficier in de Orde van Oranje-Nassau met de Zwaarden (bij bevordering)

 Ridder in de Orde van de Nederlandse Leeuw

 Nieuw-Guinea Herinneringskruis met gesp '1962'

 Onderscheidingsteken voor Langdurige Dienst als Officier, cijfer XXXV

 Vierdaagsekruis (3 deelnames)

 Grote kruis met Ster in de Orde van Verdienste van de Bondsrepubliek Duitsland

 Grootofficier in de Kroonorde (België)

 Commandeur in de Legion of Merit van de VS 

 Commandeur de la Légion d'honneur (Commandeur in het Legioen van Eer) (Frankrijk)

 Onderscheidingsteken Hogere Militaire Vorming (HMV) ('Gouden zon‘)